# Christin Cooper
Christin Cooper (n. 8 octombrie 1959, Los Angeles, California, SUA) este o schioare alpină ce a reprezentat Statele Unite ale Americii, medaliată olimpică. A participat la 2 ediții ale Jocurilor Olimpice (1980, 1984) în care a câștigat o medalie de argint.